# Bornholms Amt
Bornholms Amt var et dansk amt, der blev oprettet i 1662 ved opløsning af Hammershus Len. Bornholms Amt bestod uændret i 340 år fra 1662 til 31. december 2002. Efter en folkeafstemning i 2001 om at sammenlægge amtet og de fem kommuner på øen, blev Bornholms Amt nedlagt. Fra 1. januar 2003 udgjorde det tidligere amt Bornholms Regionskommune, der efter Strukturreformen i 2007 indgår i Region Hovedstaden.
Amtet omfattede ikke Ertholmene mod nordøst, som var og er underlagt Forsvarsministeriet.

## Kommuner
Fra 1970 indtil 2002 bestod amtet af de følgende 5 primærkommuner:
| Kommune         | Hovedby   | Befolkningstal (2001) |
| --------------- | --------- | --------------------- |
| Allinge-Gudhjem | Tejn      | 7.584                 |
| Hasle           | Hasle     | 6.368                 |
| Nexø            | Nexø      | 8.543                 |
| Rønne           | Rønne     | 14.898                |
| Aakirkeby       | Aakirkeby | 6.631                 |

Alle fem kommuner og Bornholms Amt ophørte 1.1.2003, da de blev sammenlagt til Bornholms Regionskommune.

## Administration
Den sidste amtsborgmester i Bornholms Amt var Knud Andersen, der sad fra 1990 til 2002. Han var borgmester for Hasle Kommune 1986-1989.

### Amtmænd
| Årstal      | Navn                                          |
| ----------- | --------------------------------------------- |
| 1685 – 16?? | Johan Dideric von Wetberg (Johan døde i 1695) |
| 1740 – 1778 | Johan Christian Urne                          |
| 1787 – 1801 | Christen Heiberg                              |
| 1804 – 1809 | Frederik Thaarup                              |
| 1837 – 1849 | Ludvig Vilhelm Henrik Krabbe                  |
| 1849 – 18?? | C.P.T. Rosenørn-Teilmann                      |
| 1866 – 1871 | Emil Vedel                                    |
| 1871 – 1894 | Peter Holten                                  |
| 1894 – 1902 | Anton Groothoff                               |
| 1903 - 1913 | Axel Henrik baron Bille-Brahe                 |
| 1934 – 1961 | Poul Christian von Stemann (1891-1966)        |
| 1961 – 1985 | Niels Elkær-Hansen                            |
| 1985 – 1997 | Johan Erichsen                                |
| 1997 – 2002 | Jørgen Varder                                 |

### Amtsborgmestre (1970-2002)
- 1970-1971: Hans Andreas Pihl (Socialdemokratiet)
- 1971-1974: Kai Larsen (Socialdemokratiet)
- 1974-1989: Jens Koefoed Brandt (Venstre)
- 1990-2002: Knud Andersen (Venstre)

## Historie
Da lenene blev omdannet til amter i 1662, blev Hammershus Len til Bornholms Amt. Det bestod af fire herreder, nemlig Nørre, Sønder, Vester, og Øster Herreder. Som det eneste amt i Danmark blev dets grænser hverken ændret ved reformerne i 1793 eller i 1970.
Indtil Kommunalreformen i 1970 var Bornholms Amt inddelt i 15 sognekommuner og 6 købstadskommuner. Denne inklusion af købstæderne i amtet var til forskel fra resten af landet, hvor købstadskommunerne ikke var del af et amt og i stedet var underlagt Indenrigsministeriets tilsyn. De 21 kommuner blev ved 1970-reformen sammenlagt og blev til de 5 der eksisterede indtil 31. december 2002.
I det danske nummerpladesystem havde Bornholms Amt bogstavet J fra 1903 til 1958 (1921-1930 dog I). Da systemet i 1958 blev omlagt, fik Rønne som amtets eneste registreringssted tildelt kombinationen JA.